# Ernst Thomke
Ernst Thomke, né le 21 avril 1939 à Bienne, est une personnalité suisse du monde des affaires.

## Biographie
Ernst Thomke effectue d'abord un apprentissage de mécanicien à la fabrique d’Ébauches ETA SA à Grenchen, puis obtient sa maturité. Entre 1961 et 1967, il étudie les sciences naturelles, principalement la chimie aux universités de Berne et de Lausanne. Il poursuit ensuite des études de médecine à Berne, tout en travaillant à plein temps. Il est promu médecin en 1975. Il complète sa formation par des études de gestion et de marketing à l’INSEAD, Fontainebleau.
Il travaille de 1970 à 1977 dans la recherche pour le groupe pharmaceutique britannique Beecham principalement dans leur laboratoires en Suisse, mais aussi à l’institut pharmacologique de Göteborg en Suède. Il est nommé responsable marketing, puis directeur marketing régional dans la division Europe du groupe.
En 1978, en pleine crise horlogère, Thomke est appelé au sauvetage d’ETA SA. En 1978, ETA SA fusionne avec son ancienne concurrente A. Schild SA (AS). La nouvelle société, forte de 2 200 collaborateurs, présente peu à peu des nouveautés et amélioration dans la technologie des mouvements à Quartz et automatise l’ensemble de la production. Thomke intégra au maximum les secteurs administratifs et de production des autres fabriques d’Ébauches faisant partie d'Ébauches SA,. À peine en poste, il fit réaliser la Delirium, le premier succès en réponse à la concurrence japonaise dans ces années de crises.
En 1982, il devient administrateur délégué d’Ébauches SA et est nommé administrateur au conseil de l’ASUAG, la société holding d’ETA SA. Thomke, avec ses collaborateurs Elmar Mock et Jacques Müller sont les inventeurs de la Swatch, avec l'assistance dans le concept et la philosophie marketing du consultant marketing externe Franz Sprecher. Les créateurs du design de la Swatch sont Marlyse Schmid et Bernard Muller, indépendants et dont l'entreprise, Schmid Muller Design se trouve à Chézard-Saint-Martin dans le canton de Neuchâtel.
Il est ensuite directeur général de la SMH de 1984 à 1991. En 1989, le chiffre d'affaires consolidé de SMH est de CHF 2,1 milliards de francs suisses. Après avoir quitté la SMH, il est actif au conseil d'administration de plusieurs autres entreprises du secteur horloger. Ainsi, entre 1992 et 1995, en tant que délégué du conseil d’administration de Motor Columbus, sur mandat de son actionnaire majoritaire, l’UBS, il transforme ce groupe hétéroclite sous le nouveau nom d’Atel.
De plus, il est actif jusqu’en 1997 au sein de la Oerlikon-Bührle Holding. Il est également président du conseil et directeur général entre 1991 et 1997 de  Pilatus-Flugzeugwerke AG Stans et  Bally International AG. Cependant, ses plans visant à faire entrer cette dernière société à la Bourse sont refusés par la holding, ce qui l'amène à se retirer de toute activité auprès des deux sociétés et du groupe.
En 1995, il avait déjà pris la direction de Saurer AG à  Arbon en tant que président du conseil d’administration. Pour pouvoir restructurer cette société, il avait au préalable abandonné sa position auprès de l'actionnaire principal :  BB Industrie Holding AG). Le principal actionnaire précédent, Tito Tettamanti, avait joint à ce conglomérat, fondé en 1853, spécialisé dans les machines textiles et l'Antriebstechnik, une entreprise concurrente des machines textiles Schlafhorst, souffrant d’une grande surcapacité ainsi que l’entreprise Ghidela.
Thomke consolide Saurer AG sous son unique responsabilité jusqu’en 1996, puis se retira à la direction du conseil d’administration jusqu’en 1999.
Par la suite, tout en restant à l’arrière-plan de la scène économique suisse, Thomke accepte d’autres mandats en tant qu’administrateur, par exemple Métaux Précieux SA Métalor, BB MEDTECH AG, etc et participe activement à l'établissement de la société les British Masters.
En 2013, Ernst Thomke reçoit le prix Gaia offert par la ville de la Chaux-de-Fonds pour son esprit d'entreprise et surtout l'invention de la Swatch, qui a sauvé et révolutionné l'horlogerie suisse.